# Каталіна (Аризона)
Каталіна (англ. Catalina) — переписна місцевість (CDP) в США, в окрузі Піма штату Аризона. Населення — 7551 особа (2020).

## Географія
Каталіна розташована за координатами 32°29′6″ пн. ш. 110°53′59″ зх. д. / 32.48500° пн. ш. 110.89972° зх. д. (32.484898, -110.899635). За даними Бюро перепису населення США в 2010 році переписна місцевість мала площу 36,54 км², уся площа — суходіл.

## Демографія
Згідно з переписом 2010 року, у переписній місцевості мешкало 7569 осіб у 2998 домогосподарствах у складі 2114 родин. Густота населення становила 207 осіб/км². Було 3290 помешкань (90/км²).
Расовий склад населення:
| - 85,6 % — білих - 1,0 % — корінних американців - 1,0 % — азіатів - 0,9 % — чорних або афроамериканців - 0,1 % — вихідців з тихоокеанських островів - 8,3 % — осіб інших рас |

До двох чи більше рас належало 3,1 %. Частка іспаномовних становила 24,5 % від усіх жителів.
За віковим діапазоном населення розподілялося таким чином: 21,3 % — особи молодші 18 років, 60,0 % — особи у віці 18—64 років, 18,7 % — особи у віці 65 років та старші. Медіана віку мешканця становила 46,2 року. На 100 осіб жіночої статі у переписній місцевості припадало 97,1 чоловіків; на 100 жінок у віці від 18 років та старших — 92,3 чоловіків також старших 18 років.
Середній дохід на одне домашнє господарство становив 61 696 доларів США (медіана — 50 885), а середній дохід на одну сім'ю — 70 978 доларів (медіана — 62 476). Медіана доходів становила 53 986 доларів для чоловіків та 30 761 долар для жінок. За межею бідності перебувало 10,0 % осіб, у тому числі 22,0 % дітей у віці до 18 років та 1,9 % осіб у віці 65 років та старших.
Цивільне працевлаштоване населення становило 3126 осіб. Основні галузі зайнятості: освіта, охорона здоров'я та соціальна допомога — 26,4 %, мистецтво, розваги та відпочинок — 15,8 %, роздрібна торгівля — 15,6 %.